# گرینیچ (ناحیه)
گرینویچ (به انگلیسی: Greenwich) یک ناحیه در بریتانیا است که در منطقه سلطنتی گرینویچ واقع شده‌است. گرینویچ ۳۰٬۵۷۸ نفر جمعیت دارد.